# Highly Suspect

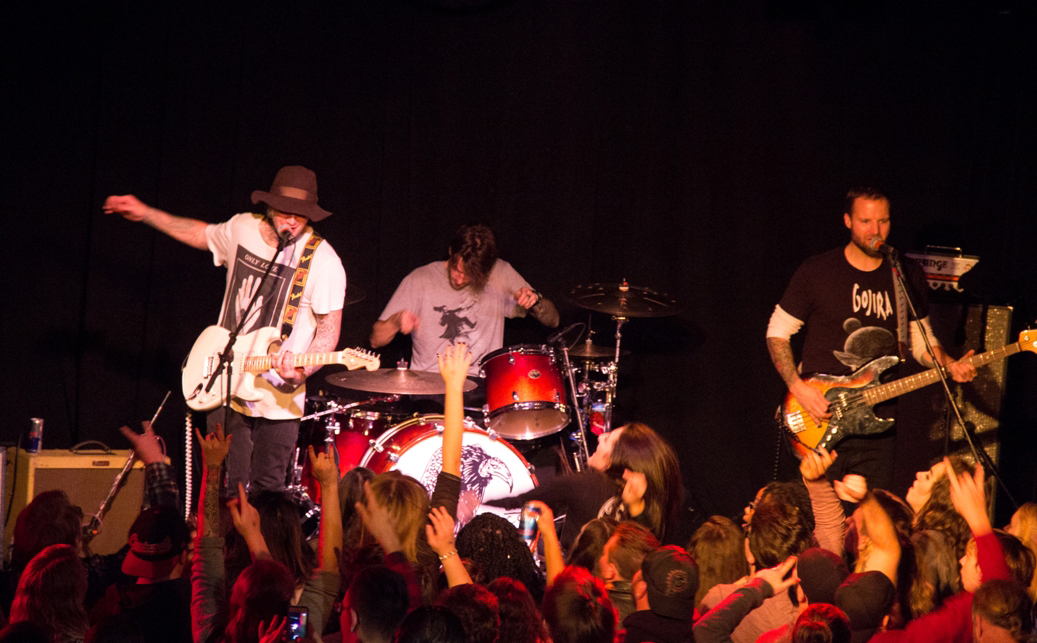

Highly Suspect é uma banda Americana de Rock de Cape Cod, Massachusetts. A banda foi fundada por dois irmãos, Rich (Baixo e backing Vocal) e Ryan Meyer (Bateria e Backing Vocal) e o melhor amigo deles Johnny Stevens (Guitarra e vocal).
A banda começou fazendo covers até se mudarem para o Brooklyn, Nova York, onde eles gravaram seu primeiro EP produzido por Joel Hammilton que também já produziu Elvo Costelo e Black Keys. O primeiro álbum da banda, "Mister Asylum" foi lançado em 17 de Julho de 2015, ganhando nomeação para melhor álbum de rock no Grammy Awards. A música Lydia do álbum também foi nomeada como melhor música de rock no Grammy.
O segundo álbum da banda intitulado de "The Boy Who died Wolf" foi lançado em 18 de Novembro de 2016, com os singles "My Name is Human" e "Little One", ao qual estiveram no topo da "Billaboard US mainstream Rock Songs".
Em 16 de Julho de 2017 a banda anunciou que já estava compondo um novo álbum de estúdio.